# Вєтрово
Вєтрово (рос. Ветрово) — селище Багратіоновського району, Калінінградської області Росії. Входить до складу Погранічного сільського поселення.
Населення — 14 осіб (2015 рік).

## Географія
Селище розташоване за 38 км від районного центру — міста Багратіоновська, 30 км від обласного центру — міста Калінінграда та 1116 км від Москви.

## Історія
Селище засноване 1337 року.
Мало назву Шьолен до 1950 року.

## Населення
За даними перепису 2010 року, у селі мешкало 14 осіб, з них 9 (64,3 %) чоловіків та 5 (35,7 %) жінок. Згідно з переписом 2002 року, у селі мешкала 1 особа — 1 чоловік.